# 胡安·奥尔加多
胡安·奥尔加多（西班牙語：Juan Holgado，1968年4月16日—），西班牙男子射箭运动员。他曾代表西班牙参加1988年和1992年夏季奥林匹克运动会射箭比赛，其中1992年奥运会获得一枚金牌。